# 下川口町 (豊田市)
下川口町（しもかわぐちちょう）は、愛知県豊田市の町名。

## 地理
豊田市の北西部に位置し、藤岡地区（旧西加茂郡藤岡町の町域にほぼ相当する）に属する。
矢作川右岸に位置する。町域南東部は矢作川に接し、併走する愛知県道11号豊田明智線沿いに民家が点在する。同県道は北部において愛知県道33号瀬戸設楽線と重複しているが、集落の中心地である下川口交差点で分岐し、愛知県道33号は加茂橋を渡り対岸の足助地区月原町へと続いていく。矢作川沿いをのぞけば、町域のほとんどが深い山林に覆われており、町域西部では矢作川支流であり大沢池を擁する大沢川が流れ、同川に沿うように林道大沢線が御作町へと通じている。また町域最北部では一部愛知県道33号が通じており、豊田市清掃センター藤岡プラント及び民間工場が立地している。

## 歴史

### 沿革
- 江戸期- 寛永期の『三河国村々高附』においては「加茂郡下川口村」、天保期の郷帳においても「加茂郡下川口村」という表記が見受けられる[4]。
- 1635年（寛永12年）当時- 挙母藩領であった[5]。
- 1664年（寛文4年）- 幕府領となる[6]。
- 1698年（元禄11年）- 旗本石川総昌の知行地となる[6]。
- 1871年（明治4年）- 大区小区制施行により、第4大区第3小区に所属する[4]。
- 1878年（明治11年）- 郡区町村編制法施行により、加茂郡が西加茂郡と東加茂郡に分割される。これに伴い、下川口村の所属が加茂郡から西加茂郡に変更される[6]。
- 1884年（明治17年）7月- 戸長役場設置に伴い、下川口村、押沢村（おしざわむら）、上川口村（かみかわぐちむら）、富田村（とみだむら）、西枝下村（にししだれむら）、西広瀬村（にしひろせむら）、藤沢村（ふじさわむら）、松嶺村（まつみねむら）、御作村（みつくりむら）の9村が同組に組み込まれる[7]。
- 1889年（明治22年）10月1日- 市制・町村制施行に伴い、下川口村、押沢村、上川口村、富田村、西枝下村、西広瀬村、藤沢村、松嶺村、御作村の9村が合併して西加茂郡富貴下村（ふきしもむら）が誕生し[8]、下川口村は富貴下村大字下川口に継承される[6]。
- 1906年（明治39年）4月1日- 富貴下村の内3大字、高岡村、藤河村が合併して藤岡村が誕生し[9]、富貴下村大字下川口は藤岡村大字下川口に継承される[6]。
- 1978年（昭和53年）4月1日- 藤岡村の町制施行に伴い[9]、住所表示が藤岡町大字下川口に変更される[6]。
- 2005年（平成17年）4月1日- 藤岡町の豊田市への編入に伴い、住所表示が豊田市下川口町に変更される。

## 世帯数と人口
2019年（令和元年）7月1日現在の世帯数と人口は以下の通りである。
| 町丁     | 世帯数 | 人口  |
| -------- | ------ | ----- |
| 下川口町 | 35世帯 | 100人 |

### 人口の変遷
国勢調査による人口の推移
| 2005年（平成17年） | 123人 | [ 10 ] |  |
| 2010年（平成22年） | 112人 | [ 11 ] |  |
| 2015年（平成27年） | 115人 | [ 12 ] |  |

## 学区
市立小・中学校に通う場合、学区は以下の通りとなる。
| 番・番地等 | 小学校             | 中学校             |
| ---------- | ------------------ | ------------------ |
| 全域       | 豊田市立御作小学校 | 豊田市立藤岡中学校 |

## 寺社
- 栄行寺（えいぎょうじ） -真宗大谷派の寺院。山号は黒焼山。慶長期に市場城城主鱸（すずき）越中守重愛により天台宗寺院として開山したという。1666年（寛文6年）、浄土真宗に改宗。江戸後期から明治にかけては寺子屋を開いていた[6]。
- 天神社 - 1582年（天正10年）の創建といわれる[6]。境内にあるイチョウは創建当時から存在するとされ、現在は豊田市指定天然記念物。

## 文化財

### 指定文化財

#### 天然記念物
- 下川口のイチョウ[14]

豊田市指定。1985年（昭和60年）3月指定。天神社が管理。

### その他の文化財

#### 集落跡
- 水汲（みずくみ）遺跡- 縄文時代[15]

#### 城館跡
- 川口城跡 - 中世の城跡[15]。大沢川下流域近く、矢作川に張り出した城ケ峰と呼ばれる丘陵にある。本丸跡が残り、西側山麓には居城跡と考えられる水田がある[5]。室町時代の城主は水野丈兼正春次といわれ、1575年（天正3年）には武田勝頼軍の急襲により落城したという。

## その他

### 日本郵便
- 郵便番号 : 470-0422[2]（集配局：藤岡郵便局[16]）。